# Artūrs Matisons
Artūrs Matisons (nascido em 6 de maio de 1985) é um ciclista letão. Nos Jogos Olímpicos de Verão de 2008 em Pequim, competiu representando a Letônia na prova de BMX masculino.